# 갈곶초등학교
갈곶초등학교는 대한민국 경기도 평택시에 있는 공립 초등학교이다.

## 학교 연혁
- 1959.04.01. 갈곶국민학교 개교
- 1985.03.01. 병설유치원 개원
- 1996.03.01. 갈곶초등학교로 개칭
- 2012.12.31. 전국 100대 교육과정 최우수학교
- 2017.09.01. 경기도교육청 혁신학교 지정
- 2017.12.31. 학부모교육 활성화 및 혁신학교 우수 운영교 교육감 표창
- 2018.03.02. 경기도교육청 수학 나눔학교
- 2018.12.31. 창의적 체험활동 우수 프로그램 운영 교육감 표창
- 2019.10.23. 평택북부지구 스포츠클럽(킨볼2위, 플로어볼 3위)
- 2019.12.20. SW교육 선도학교 우수교 선정
- 2020.01.10. 제61회 졸업식 40명(총 4,167명)
- 2020.02.06. 예술꽃 새싹학교, 영재학급, SW 선도학교 선정
- 2020.03.01. 제20대 노상범 교장 취임
- 2020.03.01. 일반 10학급(특수 2학급), 유치원 1학급 편성

## 참고 자료
- 갈곶초등학교 - 한국교육학술정보원 학교알리미